# 1977 في البرتغال
فيما يلي قوائم الأحداث التي وقعت خلال عام 1977 في البرتغال.

## أحداث
- 19 نوفمبر – تاب برتغال الرحلة 425
- 18 ديسمبر – حادث الرحلة 730

## سياسة

### تعيين في المنصب
- 12 أكتوبر – ماريو سواريز وزير الخارجية  [لغات أخرى]‏.

## مواليد

### مارس
- 7 مارس – خوسيه كارلوس أروخو نونيس لاعب كرة قدم برتغالي.

### يوليو
- 12 يوليو – ماركو سيلفا

### أغسطس
- 4 أغسطس – لويس بوا مورتي لاعب كرة قدم برتغالي.

### سبتمبر
- 1 سبتمبر – أرميندو أراوجو مهندس برتغالي.
- 24 سبتمبر – نونو فريشوت لاعب كرة قدم برتغالي.

### أكتوبر
- 17 أكتوبر – أندريه فيلاش-بواش مدرب كرة قدم برتغالي.

### نوفمبر
- 6 نوفمبر – باتريشيا تافاريس ممثلة برتغالية.
- 11 نوفمبر – مانيش لاعب كرة قدم برتغالي.
- 17 نوفمبر – أرليندو غوميز سيميدو
- 25 نوفمبر – نونو اسيس لاعب كرة قدم برتغالي.